# Wiederverwendbares Raumfahrtsystem

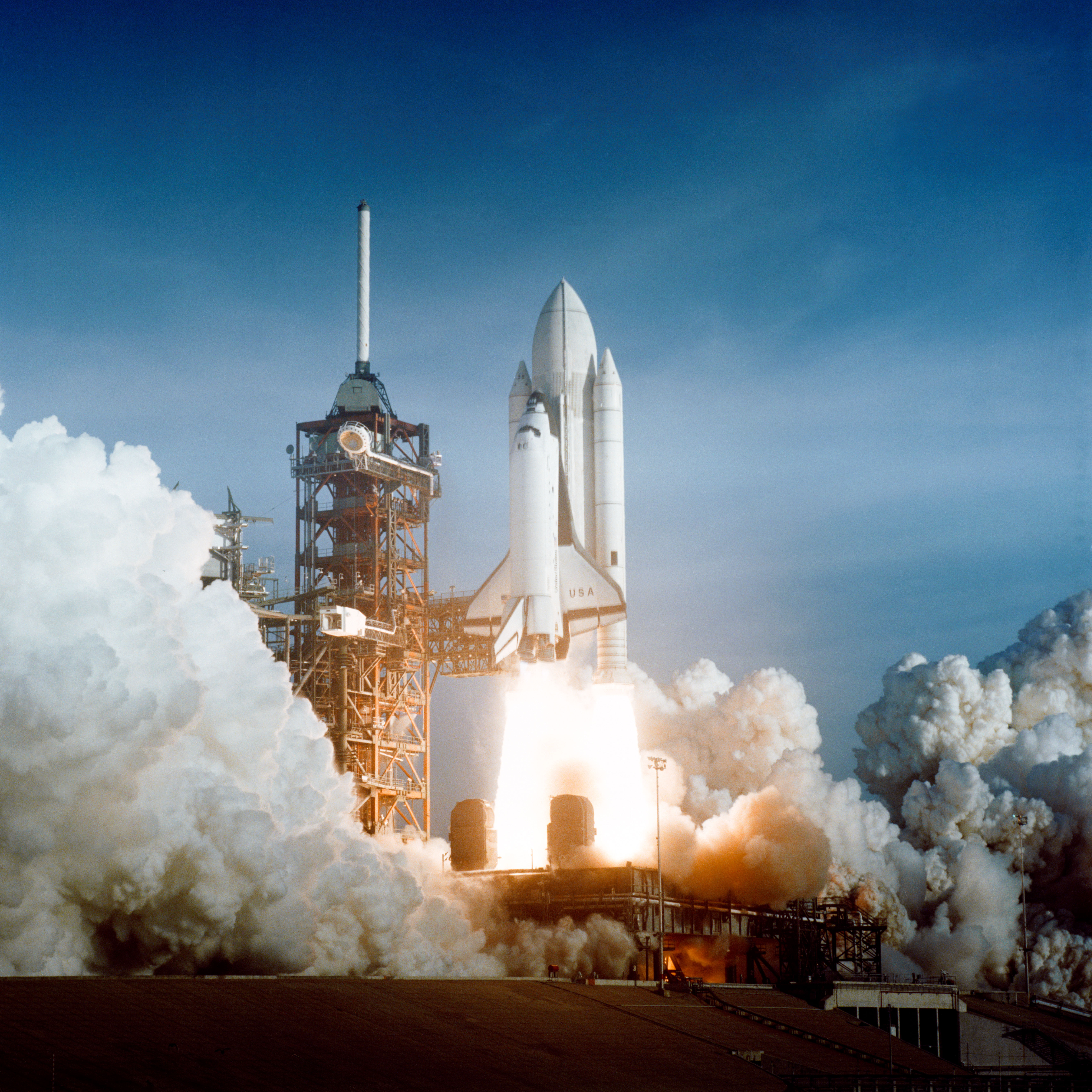
Das erste (zum Teil) wiederverwendbare Raumfahrtsystem, das Space-Shuttle-System mit der Raumfähre Columbia, bei seinem ersten Start 1981

Ein wiederverwendbares Raumfahrtsystem ist eine Trägerrakete oder ein Raumfahrzeug, die/das nach seinem Einsatz auf der Erde landet und nach einer Wartung oder Wiederaufbereitung ganz oder in Teilen wieder einsetzbar ist.
Als erstes wiederverwendbare Raumschiff erreichte 1981 das Space Shuttle Columbia eine Erdumlaufbahn. Die bei dessen Start genutzten Feststoffraketen waren die ersten wiederverwendbaren Raketen. Das angestrebte Ziel, die Startkosten unter die Verbrauchsmaterial- und Wartungskosten zu senken, konnte damals nicht erreicht werden. Es gelang jedoch bei den derzeit in Betrieb befindlichen, teilweise wiederverwendbaren Raumfahrtsystemen: Den Raketen Falcon 9 und Falcon Heavy des US-amerikanischen Raumfahrtunternehmens SpaceX sowie dem ebenfalls von SpaceX gebaute Raumschiff Dragon.

## Prinzip
Bei wiederverwendbaren Raumfahrtsystemen gibt es verschiedene Herangehensweisen, beispielsweise:
- Vertikaler Start, Abstieg an Fallschirmen und Wasserung. Diese Methode wurde für die Space-Shuttle-Booster verwendet und kommt auch bei der Erststufe der Kleinrakete Electron von Rocket Lab zum Einsatz. Auch die Nutzlastverkleidungshälften der Falcon-Raketen wassern an Fallschirmen, ebenso die Dragon- und die Orion-Raumkapseln.
- Vertikaler Start und Landung an Fallschirmen in einer Steppe oder Wüste. Dieses Verfahren wird bei den Raumkapseln des Boeing-Raumschiffs CST-100 Starliner und der suborbitalen Touristenrakete New Shepard genutzt.
- Vertikaler Start, Abstieg an Fallschirmen und Auffangen mit einem Schiff oder Hubschrauber. SpaceX versuchte dies bei Falcon-Nutzlastverkleidungen mit den dazu umgerüsteten Schiffen GO Ms. Tree und GO Ms. Chief, Rocket Lab bei der Electron-Erststufe. Beides erwies sich als unpraktikabel und wurde aufgegeben.
- Vertikaler Start, vertikale Landung (VTVL). Diese Methode wird für die wiederverwendbare Erststufen der Falcon 9 und für die New Shepard genutzt. Sie ist auch für diverse in Entwicklung befindliche Raketen geplant.
- Vertikaler Start, horizontale Landung (VTHL). Diese Methode wird für Raumgleiter verwendet. Sie kam beim Space Shuttle zum Einsatz und wird weiter bei der Boeing X-37 genutzt.
- Horizontaler Start, horizontale Landung (HTHL). Diese Methode wird beim Tengyun-Raumgleiter verwendet, bei dem ebenfalls beide Stufen horizontal landen.
- Atmosphärischer Start, horizontale Landung: Diese Methode wurde bei dem Experimental-Raumflugzeug SpaceShipOne genutzt. Es wurde von einem Flugzeug abgeworfen, zündete sein Raketentriebwerk und ging von einem horizontalen Gleitflug in einen vertikalen Aufstieg über. Nach einem Kurzaufenthalt im Weltraum landete es wie ein Raumgleiter.
- Atmosphärischer Start, Abstieg an Fallschirmen und Wasserung. Diese Methode war für die Rakete LauncherOne geplant, die zum Start ebenfalls von einem Flugzeug abgeworfen wurde.[2]

Hier ein Vergleich eines nicht wiederverwendbaren, eines teilweise wiederverwendbaren und eines vollständig wiederverwendbaren Versorgungsraumschiffs:
|                                              | Tianzhou                            | Mehrzweckraumschiff                     | Dream Chaser                               |
| -------------------------------------------- | ----------------------------------- | --------------------------------------- | ------------------------------------------ |
| Kategorie                                    | nicht wiederverwendbares Raumschiff | teilweise wiederverwendbare Landekapsel | vollständig wiederverwendbarer Raumgleiter |
| Frachtgewicht                                | 6,8 t                               | 4,0 t                                   | 5,5 t                                      |
| Startmasse (inkl. Service- bzw. Frachtmodul) | 13,5 t                              | 14,0 t                                  | 18,0 t                                     |
| Verhältnis Fracht/Startmasse                 | 50,4 %                              | 28,6 %                                  | 30,6 %                                     |

## Wiederverwendbare Raumtransportsysteme
Derzeit versuchen mindestens zehn Unternehmen sowie einige staatliche Weltraumorganisationen, ganz oder teilweise wiederverwendbare Raumtransportsysteme zu entwickeln.

### SpaceX

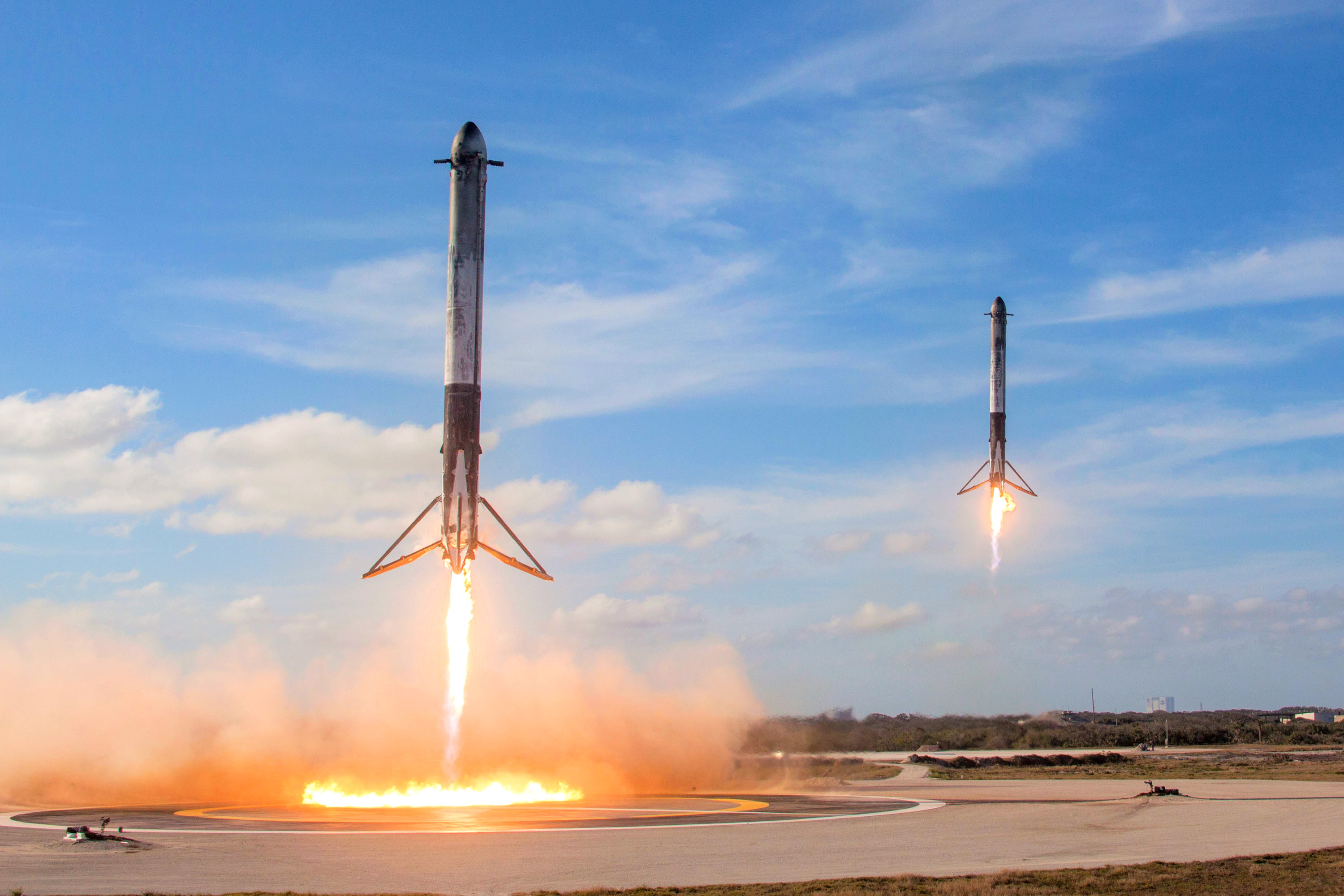
Parallele Landung von zwei Falcon-Heavy-Boostern am Cape Canaveral (2018)

Die SpaceX-Raketen Falcon 9 und Falcon Heavy haben eine wiederverwendbare Erststufe und Nutzlastverkleidung. Zudem ist die Kapsel des bemannt und unbemannt eingesetzten SpaceX-Raumschiffs Dragon 2 wie die des Vorgängers Dragon wiederverwendbar. Mit dem zweistufigen Raketenprojekt Starship möchte SpaceX erstmals eine vollständige Wiederverwendbarkeit erreichen.

### Lockheed Martin
Lockheed Martin baut für die Artemis-Mondflüge der NASA die wiederverwendbare Raumkapsel Orion MPCV.

### Boeing

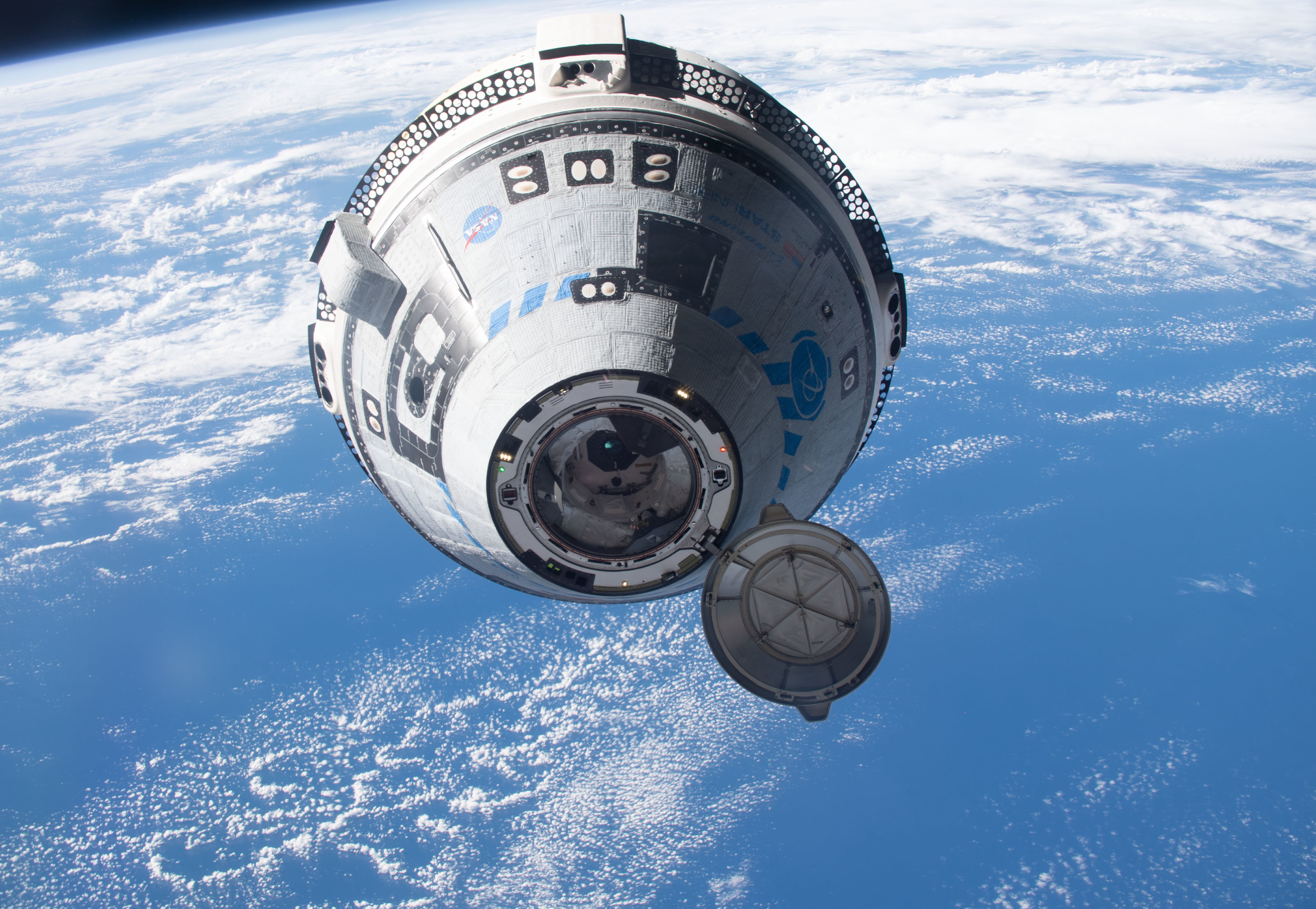
Starliner-Flug OFT-2 (2022)

Boeing entwickelt die CST-100 Starliner (CST für Crew Space Transportation). Dieses Raumschiff soll ebenfalls wiederverwendbar sein. Die Entwicklungskosten von ca. 5. Milliarden Dollar werden von der NASA im Rahmen der Programme COTS, CCDev und CCiCap finanziert, um den Transport von Ausrüstungen, Gütern und Besatzungen zur Internationalen Raumstation zu gewährleisten.
Boeing Phantom Works, ein Tochterunternehmen von Boeing, entwickelte – ursprünglich im Auftrag der NASA – die Boeing X-37, einen unbemannten Raumgleiter der United States Space Force.
Derzeit (Stand: November 2020) leitet das Rapid Capabilities Office der USAF das X-37B-Programm.

### Sierra Space
Die Entwicklung des Dream Chaser (deutsch: Traumjäger) der Sierra Nevada Corporation wurde 2010–2014 durch das CCDev-Programm der NASA gefördert. Ab 2025 soll eine unbemannte Version Fracht zur Internationalen Raumstation (ISS) bringen.

### Blue Origin
Blue Origin betreibt die vollständig wiederverwendbare suborbitale Touristenrakete New Shepard. Zudem entwickelt das Unternehmen die Trägerrakete New Glenn, deren erste Stufe wiederverwendbar sein soll.

### Rocket Lab
Rocket Lab entwickelt seit 2021 die Rakete Neutron mit wiederverwendbarer Erststufe. Außerdem gab Rocket Lab 2019 bekannt, dass ihr Electron System, welches am 25. Mai 2017 das erste Mal getestet wurde, dass eine wiederverwendbare erste Stufe für die Electron Rakete in Entwicklung sei. Bei der 40. Mission einer Electron-Rakete im August 2023 wurde erstmals ein wiederverwendetes Rutherford-Triebwerk eingesetzt.

### ESA
Die ESA entwickelt ein System, unter dem Namen Space Rider. Dieses sollte 2025 zu einer 60-tägigen Mission aufbrechen.

### ArianeGroup
Auch der europäische ArianeGroup-Konzern arbeitet an einer wiederverwendbaren Raketenstufe, der Themis. Diese soll mithilfe des Prometheus-Triebwerks bis zu fünfmal wiederverwendet werden können. Auf Basis von Themis soll dann die Kleinrakete Maia mit wiederverwendbarer Erststufe entwickelt werden.

### Chinesische Akademie für Trägerraketentechnologie
Die Akademie für Trägerraketentechnologie führt seit 2020 Flugtests von verkleinerten Prototypen der Orbitalstufe und der Trägerstufe des wiederverwendbaren Raumtransportsystems durch.
Während die anderen chinesischen Projekte von den jeweiligen Firmen zunächst aus Eigenmitteln vorfinanziert werden (Stand 2022), wird die Entwicklung dieses Systems, das speziell zur Versorgung der Chinesischen Raumstation gedacht ist, seit dem 11. März 2021 aus dem Fonds für Nationale wissenschaftlich-technische Großprojekte finanziert.

### Chinesische Akademie für Weltraumtechnologie
Parallel dazu entwickelt die Chinesische Akademie für Weltraumtechnologie das bemannte Raumschiff der neuen Generation. Ein verkleinerter Prototyp des Raumschiffs absolvierte am 5. Mai 2020 einen Testflug.

### Chinesische Akademie für Flugkörpertechnologie
Die Chinesische Akademie für Flugkörpertechnologie führte im August 2021 mit dem Raumgleiter Tengyun eine Erdumrundung durch.

### Indien
Die indische Weltraumagentur ISRO entwickelt den wiederverwendbaren Raumgleiter RLV.

### Sowjetunion

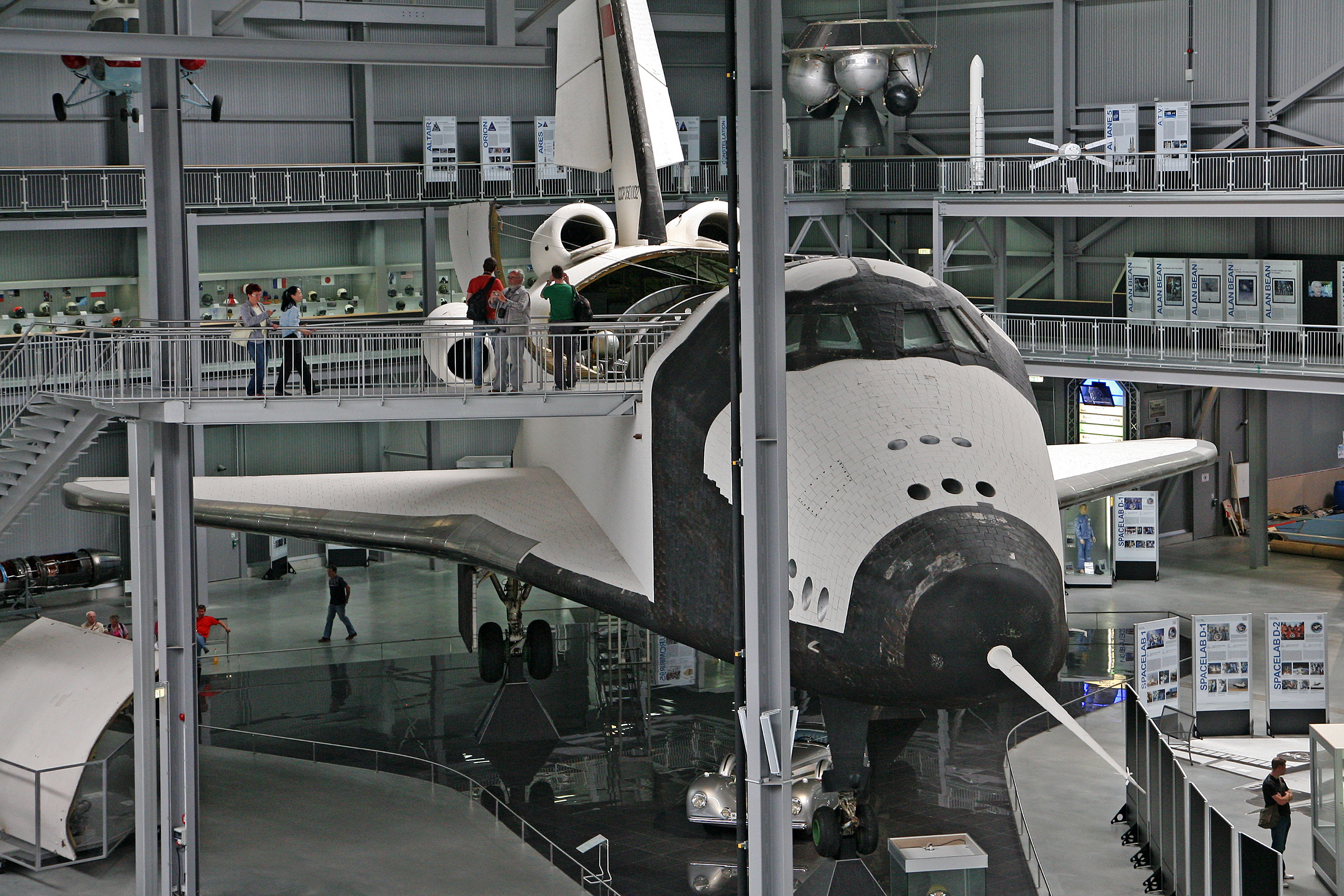
Raumfähre Buran

Die Sowjetunion entwickelte ab 1976 eine Raumfähre nach dem Vorbild des amerikanischen Space Shuttles. Die Raumfähre Buran absolvierte jedoch nur einen unbemannten Testflug am 15. November 1988. 1993 wurde das Programm eingestellt.

## Wirtschaftlichkeit
Ein wesentlicher Faktor für die Wirtschaftlichkeit von Trägerraketen ist die Zahl der Starts. Wiederverwendbare Raketen sind teurer in der Entwicklung und Herstellung. Diese zusätzlichen Investitionen amortisieren sich erst bei einer hinreichend hohen Zahl von Wiederverwendungen. Tory Bruno, CEO des Raketenherstellers United Launch Alliance (ULA), hielt mindestens je 10 Wiederverwendungen von 15 Raketen – also mindestens 150 Starts – für nötig, damit sich eine Wiederverwendbarkeit der Erststufe der neuen ULA-Rakete Vulcan lohnen würde. Zum Vergleich: Das erfolgreiche Vulcan-Vorgängermodell Atlas V wird bei seiner Außerdienststellung voraussichtlich 116-mal gestartet sein. SpaceX erreichte hingegen im September 2023 beim 257. Start einer Falcon 9 erstmals die siebzehnte Wiederverwendung derselben Erststufe.
Verschleiß und Wartungskosten sind unter anderem von der Triebwerkstechnik abhängig. Die im Einsatz stehenden wiederverwendbaren Raketenstufen von SpaceX verwenden das leicht handhabbare Raketenkerosin als Treibstoff, jedoch verrußen dadurch die Triebwerke, was aufwändige Reinigungsarbeiten nach jedem Start erfordert. Im März 2020 fiel bei einer wiederverwendeten Falcon 9 ein Triebwerk aus, weil Reinigungsflüssigkeit darin verblieben war und einen Sensor beeinträchtigt hatte. Modernere Triebwerke wie das BE-4 und das Raptor nutzen Methan als Treibstoff, das beim Verbrennen weniger rußt und so die Wartung vereinfacht und die Lebensdauer erhöhen soll. Die wiederverwendbaren RS-25-Triebwerke des Space Shuttle wurden mit Wasserstoff betrieben. Dieser verbrennt rückstandsfrei zu Wasser, verursacht allerdings wegen seiner geringeren volumetrischen Energiedichte Zusatzkosten für größere Tanks.